# Schlacht um Rostow
1941: Białystok-Minsk – Dubno-Luzk-Riwne – Smolensk – Uman – Kiew – Odessa – Leningrader Blockade – Wjasma-Brjansk – Charkow – Rostow – Moskau – Tula

1942: Rschew – Charkow – Ljuban/Wolchow – Kertsch/Sewastopol – Fall Blau – Kaukasus – Stalingrad – Operation Mars

1943: Woronesch-Charkow – Operation Iskra – Nordkaukasus – Charkow – Kursk – Orjol – Donez-Mius – Donbass – Belgorod-Charkow – Smolensk – Dnepr – Kiew

1944: Dnepr-Karpaten – Leningrad-Nowgorod – Krim – Wyborg–Petrosawodsk – Operation Bagration – Lwiw-Sandomierz – Jassy–Kischinew – Belgrad – Petsamo-Kirkenes – Baltikum – Karpaten – Ungarn

1945: Kurland  – Weichsel-Oder – Ostpreußen – Westkarpaten – Niederschlesien – Ostpommern – Plattensee – Oberschlesien – Wien – Oder – Berlin – Prag
Die Schlacht um Rostow war eine der ersten Angriffsoperationen der Roten Armee im Zweiten Weltkrieg und dauerte vom 17. November bis zum 2. Dezember 1941. In ihrem Verlauf gelang es erstmals, eine größere Stadt zurückzuerobern, die zuvor von der Wehrmacht eingenommen worden war.

## Hintergrund
Gemäß den ursprünglichen Angriffsplänen der Wehrmacht sollte die 11. Armee gleichzeitig die Halbinsel Krim und Rostow erobern und anschließend in den Kaukasus vorstoßen. Nach der für die deutsche Seite erfolgreichen Schlacht am Asowschen Meer wurde der Plan jedoch geändert: Während die 11. Armee von ihrer Doppelaufgabe entbunden wurde und nur noch die Krim einnehmen sollte, fiel die Eroberung von Rostow nun der 1. Panzerarmee zu, die zu diesem Zweck durch das XXXXIX. Gebirgs-Korps und die SS-Brigade „Leibstandarte SS Adolf Hitler“ verstärkt wurde. Die 1. Panzerarmee stieß entlang des Asowschen Meeres vor, überschritt am 17. Oktober den Mius, nahm am selben Tag Taganrog ein. Starker Herbstregen und die dadurch verursachte Schlammperiode ließen den Angriff gegen die sowjetische 9. Armee vorläufig zum Erliegen kommen. Anfang Oktober wurde wegen der akuten Bedrohung von Rostow durch das Oberkommando der sowjetischen Kaukasusfront mit der Aufstellung einer neuen 56. Armee begonnen. Zur Unterstützung der 9. Armee nahmen die ersten beiden Schützendivisionen der 56. Armee ab 17. Oktober einen Verteidigungsabschnitt 25 km westlich von Rostow am Don auf der Linie Generalskoje – Sinjawka ein. Generaloberst Jakow Tscherewitschenko, der Oberbefehlshaber der Südfront, hatte vom Marschall Timoschenko die Anweisung erhalten, die Stadt Rostow, das „Einfallstor zum Kaukasus“, unter allen Umständen zu halten.

## Einleitungskämpfe
Die Armeen der sowjetischen Südfront standen vor der Aufgabe, den weiteren Vormarsch der deutschen Heeresgruppe Süd auf Rostow aufzuhalten. Anfang November 1941 befand sich die deutsche Gruppe Schwedler (Gen. Kdo. IV.) mit der 76., 94. und 97. Infanterie-Division zusammen mit dem italienischen Expeditionskorps auf einer Frontbreite von bis zu 80 km im Vormarsch auf Woroschilowgrad. Die Truppen rückten entlang der Bachmutka von Sakotnoje bis Dscherschinsk vor und sollten den Vorstoß beidseitig der Bachmutka nach Osten und Südosten weiterführen, um Woroschilowgrad und den nördlichen Donez zu erreichen. Rechts vom italienischen Korps operierte die 198. Infanterie-Division und das XXXXIX. Gebirgskorps (General der Gebirgstruppen Ludwig Kübler) an der Linie Gribowka, Andrejewka, Nowo-Pawlowka, Dmitriewka. Südlich davon befand sich die deutsche 1. Panzerarmee im Vorstoß über den Mius, um die dort sichernden Einsatzgruppen der Roten Armee zurückzudrängen und das Hauptziel Rostow zu erreichen. Das vorne angesetzte XIV. Armeekorps (mot.) operierte dabei zusammen mit der 14. Panzerdivision und der 60. motorisierten Division (Teile des III. Armeekorps mot.) an der Spitze, während Einheiten des XXXXIX. Gebirgskorps aus der Frontlinie Dmitriewka-Kuibyschewo gegen die rechte Flanke der 9. Armee und an der Naht zur 18. Armee mit der allgemeinen Stoßrichtung auf Schachty agierten.
Bis Mitte Oktober hielten drei sowjetische Armeen – die 12., 18. und 9. – die Front im Raum Woroschilowgrad bis zur Küste des Asowschen Meeres. Links von der 12. Armee befand sich die 18. Armee (Generalmajor Wladimir Jakowlewitsch Kolpaktschi), bestehend aus der 296., 383. und 395. Schützendivision und der 96. Gebirgs-Schützendivision, welche an der Linie Kondratiewsk-Olchowatka bis in den Nordosten von Nowo-Pawlowka verteidigten. An der linken Flanke der Südfront operierte die 9. Armee (Generalmajor F. M. Charitonow), zu der die 136. und 30. Schützendivision, die 132. Panzerbrigade, die 150. und 339. Schützendivision, die 66. Kavalleriedivision und die 2. Panzerbrigade gehörten. Sie verteidigte an der Linie von Djakowo, Lysogorka, Bolschekrepinskaja,  Generalskoje. Nach der Bildung der 56. separaten Armee änderte sich das Kräfteverhältnis.
Während dieser Zeit erhielten die deutschen Truppen keine Verstärkungen, wodurch sich das Kräfteverhältnis zu Gunsten der Roten Armee verschob. Mit dem Erscheinen der 56. Armee verfügte die sowjetische Südfront auf engem Raum wieder über eine Operationsmasse von 17 Schützen-, 7 Kavalleriedivisionen und 3 Panzerbrigaden. Am 5. November war die sowjetischen Südfront neu gruppiert: Die 12. Armee (Generalmajor Konstantin Apollonowitsch Korotejew) operierte an der rechten Flanke der Front, bestehend aus der 230., 261., 15. und 74. Schützendivision. Sie verteidigte die Linie am östlichen Ufer der Bachmutka entlang der Linie Jama, Nikitowka und hielt den Vormarsch der Gruppe Schwedler auf. Die neue 56. Armee (Generalleutnant F. N. Remesow), zu der fünf Schützendivisionen (31., 317., 343., 347., 353.), vier Kavalleriedivisionen (62., 64., 68., 70.), eine Panzerbrigade (6.) gehörten, bildete jetzt den linken Flügel der Südfront.
Am 5. November wurde die sowjetische 9. und 18. Armee erneut angegriffen: Die 136. Schützendivision wurde nordwärts über Djakowo nach Darjewka zurückgedrängt, Teile der 30. Schützendivision mussten auf Boldyrewo zurückgehen, dazwischen bildete sich eine 30 Kilometer breite Frontlücke. Die links der 30. S.D. eingesetzte 150. Schützendivision ging kämpfend auf Nowoschachtinsk und die südlich davon stehende 339. Schützendivision wich nach Schachty und Nowotscherkassk zurück. Die 18. Armee konnte erste Durchbruchsversuche des italienischen Expeditionskorps in Richtung Debalzewo und Woroschilowsk erfolgreich zurückweisen.
Auf Initiative von Marschall Timoschenko wurden im Abschnitt des Sewerski Donez die Voraussetzungen für eine geplante sowjetische Gegenoffensive geschaffen. Auf der Linie Krasnodon bis Kamensk-Schachtinski wurde die zweite Formation der 37. Armee unter Generalmajor A. I. Lopatin aufgestellt, welche aus Abgaben verschiedener Armeen der Südwestfront (51., 96., 99., 176., 216., 253. und 295. Schützen-Division) und der allgemeinen Reserve bestand. Die ersten Einheiten dieser Armee wurden  im Vorfeld der aufgerissenen Frontlücke zwischen der 18. und 9. Armee an der Linie Rowenka – Dolschanskaja – Birjukewo eingeschoben. Der von Timoschenko favorisierte Hauptschlag sollte nach Süden zum Asowschen Meer geführt werden, der Angriff sollte die nördliche Flanke der deutschen 1. Panzerarmee durchbrechen und Taganrog erreichen.

### Beteiligte Streitkräfte
Das Generalkommando über alle sowjetischen Truppen in der südwestlichen Richtung hatte Marschall der Sowjetunion, S. K. Timoschenko. Seine Truppen zählten ab Mitte November 26 Schützen-Divisionen, 7 Kavallerie-Divisionen sowie 6 Panzerbrigaden.
Sowjetische Südfront (Generaloberst Jakow T. Tscherewitschenko, Stabschef: Generalmajor A. I. Antonow)
- 12. Armee, Generalmajor K. A. Korotejew mit 4., 218., 230., 74. und Reste der 15. und 261. Schützen-Division, 15. Panzer-Brigade
- 18. Armee, W. Ja. Kolpaktschi  mit 130., 164., 218., 274. und 395. Schützen-Division
- 6. Kavalleriekorps, General Bytschkowski mit 35., 56. und 64. Kavallerie-Division
- 37. Armee, Generalleutnant Anton Lopatin mit 51., 96., 99., 176., 216., 253. und 295. Schützen-Division, 3., 132. und 142. Panzer-Brigade
- 9. Armee, Generalleutnant F. M. Charitonow mit 30., 136., 150., 176., 317. und 339. Schützen-Division
- 8. Kavalleriekorps, General Chorsun mit 68. und 70. Kavallerie-Division
- 56. Armee, Generalleutnant F. N. Remesow mit 31., 343., 347. und 353. Schützen-Division sowie 6. Panzerbrigade
- Mobile Gruppe Gretschkin mit 62. und 64. Kavallerie-Division sowie 54. Panzerbrigade
- Asowsche Militärflottille, Konteradmiral S. G. Gorschkow

Deutsche Heeresgruppe Süd
Der Oberbefehlshaber der Heeresgruppe, Generalfeldmarschall Gerd von Rundstedt verfügte im Donbass-Gebiet (ohne AOK 6) über 18 Infanterie- 4 motorisierte und 3 Panzer-Divisionen sowie 9 verschiedene Brigaden.
17. Armee, Generaloberst Hermann Hoth
- XI. Armeekorps, General der Infanterie Ott mit 73. und 125. Infanterie-Division, rumänische 5. und 6. Kavallerie-Brigade
- LII. Armeekorps, General von Briesen mit 9., 298., 100., 101. Infanterie-Division
- Ungarisches Mobiles Korps, Generalmajor Bela Miklós-Dalnoki
- XXXXIV. Armeekorps, General Koch mit 68., 257., und 295. Infanterie-Division
- IV. Armeekorps, General von Schwedler mit 76., 94., 97. und 111. Infanterie-Division

1. Panzerarmee, General der Panzertruppe Ewald von Kleist
- Italienisches Expeditionskorps, General Giovanni Messe mit Division Celere, Torino und Pasubio
- XXXXIX. Gebirgskorps, General Kübler mit 1. und 4. Gebirgs- sowie 198. Infanterie-Division
- XIV. (mot.) Armeekorps, General von Wietersheim mit 13. und 16. Panzer-Division sowie Slowakische schnelle Division und SS-Division Wiking
- III. (mot.) Armeekorps, General von Mackensen mit 14. Panzer-Division, SS-Brigade Leibstandarte und 60. mot. Division

## Verlauf
Um die Aufmerksamkeit des sowjetischen Oberkommandos von Rostow abzulenken, gingen am 16. November auch die Truppen der deutschen 17. Armee in Richtung auf Woroschilowgrad in die Offensive. Mit zahlenmäßiger Überlegenheit durchbrachen sie die Verteidigung der 12. Armee (Generalmajor Korotejew) und rückten in Richtung Perwomaisk vor. Dieser Angriff wurde jedoch bald gestoppt und dieser Abschnitt von der Roten Armee bis zum 24. November stabilisiert. Dieser Erfolg ermöglichte es den Truppen der sowjetischen 18. Armee, den Angriff der 37. Armee am 18. November wirksam zu unterstützen und die von Timoschenko gesteckten Ziele der Gegenoffensive zu verwirklichen.
Nach einsetzendem Bodenfrost hatte die deutsche 1. Panzerarmee am 17. November gegenüber der sowjetischen 9. Armee (Generalleutnant Charitonow) ihren Angriff in Richtung auf Rostow wieder aufgenommen. Der Vormarsch der Deutschen war jedoch nur von kurzer Dauer, denn die neu formierte sowjetische 37. Armee hatte gleichzeitig die Offensive gegen die nördliche Flanke der 1. Panzerarmee eröffnet.
Bei der sowjetischen 56. Armee musste die 353. Schützen-Division (Oberst Grigori Filippowitsch Panchenko) am Morgen des 20. November auf das Dorf Kamenolomni in den nördlichen Außenbezirken von Rostow zurückgehen und wurde auf das südliche Don-Ufer zurückgezogen, hielt aber noch die wichtige Eisenbahnbrücke in der Stadt. Die Reste der sowjetischen 31. Schützen-Division (Oberst Michail Iwanowitsch Ozimin) und das Schützen-Regiment 1175 der 347. Schützen-Division hielten sich in den nördlichen Außenbezirken von Rostow in verstreuten Gruppen. Gleichzeitig stieß die 343. Schützen-Division (Oberst Pjotr Pawlowitsch Tschuwaschow) den deutschen Truppen im Zentrum der Stadt erfolgreich in die Flanke. Um 14 Uhr durchbrach die deutsche 14. Panzer- und 60. Infanterie-Division (mot.) die Verteidigung der 347. Schützen-Division (Oberst Nikolai Iwanowitsch Seliverstow). Die sowjetischen Einheiten, die in der Mitte von Rostow und am Don operierten, drohten von den Hauptstreitkräften der Armee abgeschnitten zu werden. Letztere Division wurde mit dem Schützen-Regiment 1145 verstärkt und versuchte vergeblich, den Gegner in der Nähe des Hauptbahnhofs  aufzuhalten.
Am 21. November war Rostow durch das deutsche III. Armeekorps (mot.) (von Mackensen) vollständig eingenommen und die sowjetische 56. Armee (Generalleutnant Remesow) hinter den Don zurückgedrängt. Währenddessen war die sowjetische 37. Armee (Generalleutnant Lopatin) im Rücken der deutschen Verbände etwa 35 Kilometer weit vorgedrungen und hatte den Fluss Tuslow nordöstlich von Rostow erreicht. Die bereits in Rostow kämpfenden deutschen Einheiten drohten nun von ihren rückwärtigen Verbindungen abgeschnitten zu werden. Die 13. Panzer- und SS-Division „Wiking“ wurden entsandt, um dem deutschen XIV. Armee-Korps (mot.) Hilfe zu leisten.
Zwischen dem 24. und 27. November schloss das Kommando der Südfront die Umgruppierung der Truppen der 37. und 9. Armee ab, um die Offensive energisch fortzuführen. Dem sowjetischen Kommando gelang es, nördlich von Rostow einen zusätzlichen Stoß gegen die deutschen Truppen in der Stadt vorzubereiten. Am 25. November, auf dem Höhepunkt der Schlacht um Rostow, übernahm Generalmajor F. W. Kamkow das Kommando über die 18. Armee. Den Truppen der am nördlichen Nagolnaja-Abschnitt stehenden 18. Armee wurde die Aufgabe übertragen, die Streitkräfte des italienischen Expeditions- und des deutschen 49. Gebirgskorps zu binden und durch einen Angriffskeil in Richtung auf Djakowo den Gegner daran zu hindern, in den Rücken der vorrückenden Angriffsgruppe der 37. Armee einzudringen.
Am 27. November gegen 9 Uhr morgens nahmen die Divisionen der 37. und 9. Armee die Offensive wieder auf, um sich von Osten und Norden kommend mit der 56. Armee auf dem dünnen Eis des Don zu treffen. Der südliche Angriff auf Rostow durch die 56. Armee begann am Morgen des 27. November mit drei Gruppen:
- Generalmajor A. A. Gretschkin leitete die östliche Kampfgruppe, bestehend aus der 317. und 353. Schützen-Division, der 64. Kavalleriedivision und der 6. Panzerbrigade. Sie drang aus dem Raum von Krasny Dwor am östlichen Stadtrand von Rostow vor.
- Die zentrale Gruppe mit der 343. und 347. Schützen-Division, dem 230. NKWD-Regiment sowie dem Rostower Miliz-Regiment stieß aus der Region Bataisk zum südlichen Stadtrand von Rostow vor.
- Die westliche Kampfgruppe unter Generalmajor P. M. Koslow bestand aus der 62. und 70. Kavallerie und der 31. Schützen-Division sowie der 13. und 78. Schützen-Brigade und ging aus der Region nördlich von Asow zum westlichen Stadtrand von Rostow und auf Tschaltyr vor.

Um der drohenden Einkesselung der 1. Panzerarmee zu entgehen, die gleichzeitig von Norden durch die nach Süden vorgegangene 37. Armee drohte, ordnete der Befehlshaber der Heeresgruppe Süd, Gerd von Rundstedt, gegen die ausdrückliche Weisung Hitlers den Rückzug seiner Panzerkorps aus Rostow an. Da er die Absetzbewegung jedoch zum Mius-Abschnitt fortführte, wurde er am 1. Dezember entlassen und durch Walter von Reichenau ersetzt. Die sowjetische 56. Armee stellte am 30. November eine mobile Gruppe (62. und 64. Kavalleriedivision sowie 54. Panzerbrigade) unter dem Kommando von Generalmajor Gretschkin zusammen, um Taganrog zu erreichen. Dieser Vorstoß wurde von der slowakischen Schnellen Division unter General Malár abgeschlagen. Zwei Tage später konnte die sowjetischen Truppen Rostow mit Hilfe von Partisanen und der Rostower Landwehr zurückerobern. Den zurückweichenden deutschen Verbänden folgend, erreichten sowjetische Truppen am 2. Dezember den Fluss Mius, wo sie jedoch an einer von der Wehrmacht errichteten Verteidigungslinie gestoppt wurden.

## Folgen
Die Rote Armee stieß auf einer 140 bis 180 Kilometer breiten Front 60 bis 80 Kilometer weit vor und verhinderte den deutschen Durchbruch zum Kaukasus. Dabei befreite sie mit Rostow am Don die erste größere sowjetische Stadt, die zuvor von der Wehrmacht besetzt worden war. Im Verlauf der Kämpfe erlitt die Rote Armee Verluste in Höhe von 33.111 Mann (15.264 davon Tote und Vermisste). Die Wehrmacht verlor etwa 20.000 Mann bis 30.000 Mann. Die Quellen geben unterschiedliche Zahlen an.
Laut dem Kommandeur des italienischen Expeditionskorps in Russland Giovanni Messe war die, mit bewunderungswürdiger Kampfmoral und genau zum richtigen Zeitpunkt vorgetragene, sowjetische Gegenoffensive, eine riesige Überraschung. Sie beendete schlagartig alle Träume von weiterem Vorstoßen und die Illusion vom kurz bevorstehenden Sieg löste sich in Nichts auf.
Nach Ansicht von John Lukacs zeigt die Rückeroberung von Rostow, wo es nur wenig Frost und Schnee gab, dass das Ende des deutschen Vormarsches auf Moskau nicht dem Wetter zugeschrieben werden kann.
Im Verlauf der deutschen Sommeroffensive 1942 wurde Rostow im Juli erneut von den Deutschen besetzt. Im Februar 1943 erfolgte die endgültige sowjetische Rückeroberung.